# Stenbäcken
Stenbäcken is een plaats in de gemeente Ockelbo in het landschap Gästrikland en de provincie Gävleborgs län in Zweden. De plaats heeft 95 inwoners (2005) en een oppervlakte van 33 hectare.